# Horten H XII
Die Horten H XII war ein Nurflügel-Versuchsflugzeug der Gebrüder Horten.
Entworfen wurde das Flugzeug, nachdem die Gebrüder Horten das Laminarprofil einer erbeuteten P 51 Mustang untersucht hatten und dieses als Möglichkeit sahen, die Flugleistungen der Horten H IV zu verbessern. Dazu wurde eine H IV b mit einem Laminarprofil gefertigt, das geringere Widerstandswerte als das bisher verwendete Profil aufwies. Die Maschine stürzte jedoch aufgrund schlechter Langsamflugeigenschaften ab. Geplant war die H XII als weiterentwickelte, motorisierte H IV b. Gefertigt wurde aber auch hier lediglich eine Segelflugzeug-Variante zu Versuchszwecken. Bei diesem Flugzeug zeigten sich ähnlich schlechte Flugeigenschaften wie bei der H IV b. Das Projekt wurde daraufhin aufgegeben.

## Technische Daten
Horten H XII
- Spannweite: 16,0 m
- Flügelfläche: 31,0 m²
- max. Startgewicht: 700 kg